# カリン・カダヴィ
カリン・カダヴィ(Caryn Kadavy 1967年12月9日 - )は、アメリカのフィギュアスケート選手、プロスケーター。

## 経歴
1985年の全米選手権で3位に入り、1986年2位、1987年3位、1988年3位と好成績を維持する。1987年の世界選手権で3位に入り、翌年のカルガリーオリンピックのメダル候補として期待される。当時アメリカ代表枠は3つあり、デビ・トーマス、ジル・トレナリー、そしてカリン･カダヴィの3人はいずれも強力なメダル候補だった。
1988年カルガリーオリンピックでは規定で7位につけ、ショートプログラムではイナバウアーからの3ループ+2ループという当時では難しいコンビネーションを成功させて技術点で平均5.7の評価、プレゼンテーションでも5.9が1つ、5.8が4つという高い評価を得てショートプログラム単独では5位、総合6位になる。ショートプログラム終了後のインタビューで、「先にリンクに登場したヴィットやトーマスの演技を見ましたか？」の問いには「いいえ、誰の演技も見ていません。自分だけに集中していました」と答えた。「風邪の具合はどうですか？」「酷くは無いです。体調は良いです」と答えたが、風邪が悪化しフリープログラムは棄権した。1988年世界選手権には出場し7位に入賞した。
1989年の全米選手権は足首の怪我で棄権。その後引退してプロスケーターになった。
アマチュア時代はカルロ・ファッシをコーチとし、ブロードモアスケーティングクラブで練習していた。1987-88シーズンはトーラー・クランストンもコーチだった。
プロ転向後は、1990年代、2000年代の前半までプロスケーターとして活躍したが、2010年でも未だ活躍している。医師と結婚し、現在はペンシルベニア州のエリーでスケート指導者をしている。

## 戦歴
| 大会/年          | 1984-85 | 1985-86 | 1986-87 | 1987-88 |
| ---------------- | ------- | ------- | ------- | ------- |
| オリンピック     |         |         |         | 棄権    |
| 世界選手権       |         | 8       | 3       | 7       |
| 全米選手権       | 3       | 2       | 3       | 3       |
| スケートカナダ   |         | 1       |         |         |
| モスクワ国際     |         | 1       |         |         |
| ゴールデンスピン |         |         | 1       |         |